# Liste deutscher Tarif- und Verkehrsverbünde

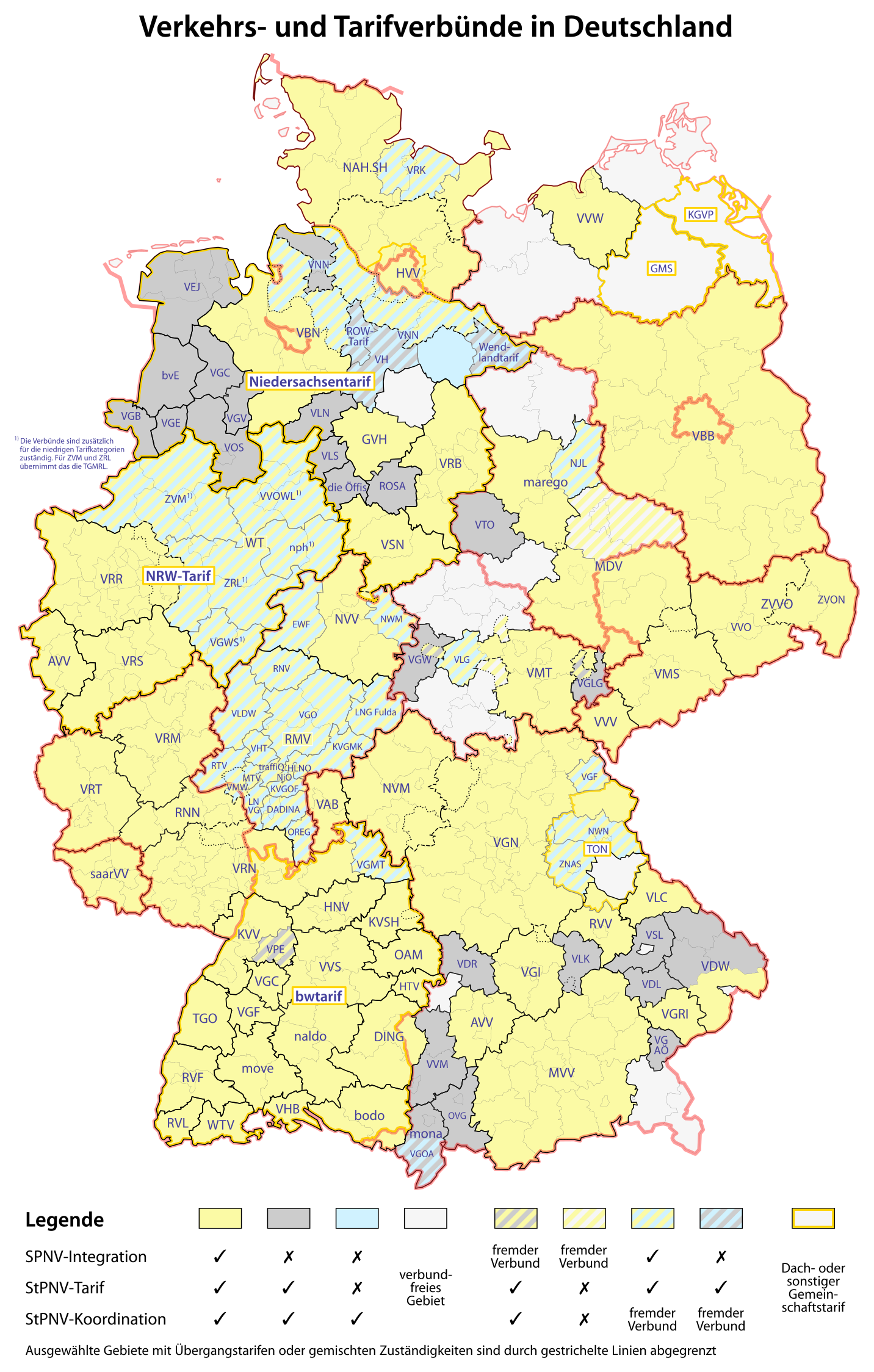
Übersicht der Verbundtarife in Deutschland

In der Liste deutscher Tarif- und Verkehrsverbünde werden alle Tarif- und Verkehrsverbünde im Verkehrswesen der Bundesrepublik Deutschland gelistet.
Dabei wird in einigen Ländern zwischen Verbänden mit und ohne SPNV-Integration unterschieden, das heißt, ob der jeweilige Verbundtarif auch in S-Bahn und Regionalzügen gilt, oder nur bei verschiedenen städtischen oder Landkreis-Verkehrsunternehmen im Bus- bzw. Straßenbahnverkehr.

## Baden-Württemberg
In allen Verkehrsverbünden in Baden-Württemberg ist der SPNV tariflich integriert. Seit dem 9. Dezember 2018 gilt in Baden-Württemberg zudem ein spezieller Landestarif, der bwtarif, welcher als Dachtarif zwischen den Verkehrsverbünden fungiert. Er wird auch auf einzelnen Strecken in benachbarte Bundesländer angewendet.
| Verbund | Name                                         | Trägerschaft          | Tarifmodell             | Anmerkungen                                   |
| ------- | -------------------------------------------- | --------------------- | ----------------------- | --------------------------------------------- |
| bodo    | Bodensee-Oberschwaben Verkehrsverbund        | Mischverbund          | Zonentarif (Tarifwaben) | übergreifend nach Bayern                      |
| DING    | Donau-Iller-Nahverkehrsverbund               | Aufgabenträgerverbund | Zonentarif (Tarifwaben) | übergreifend nach Bayern                      |
| HNV     | Heilbronner Hohenloher Haller Nahverkehr     | Aufgabenträgerverbund | Zonentarif (Tarifwaben) |                                               |
| HTV     | Heidenheimer Tarifverbund                    | Unternehmensverbund   | Zonentarif (Tarifwaben) | keine Verbundgesellschaft, nur Verbundvertrag |
| KVSH    | KreisVerkehr Schwäbisch Hall                 | Mischverbund          | Zonentarif (Tarifwaben) |                                               |
| KVV     | Karlsruher Verkehrsverbund                   | Aufgabenträgerverbund | Zonentarif (Tarifwaben) | übergreifend nach Rheinland-Pfalz             |
| move    | Verkehrsverbund Schwarzwald-Baar-Heuberg     | Aufgabenträgerverbund | Zonentarif              |                                               |
| naldo   | Verkehrsverbund Neckar-Alb-Donau             | Mischverbund          | Zonentarif (Tarifwaben) |                                               |
| OAM     | OstalbMobil                                  | Mischverbund          | Zonentarif (Tarifwaben) |                                               |
| RVF     | Regio-Verkehrsverbund Freiburg               | Unternehmensverbund   | Zonentarif              |                                               |
| RVL     | Regio Verkehrsverbund Lörrach                | Unternehmensverbund   | Zonentarif              |                                               |
| TGO     | Tarifverbund Ortenau                         | Unternehmensverbund   | Zonentarif              |                                               |
| VGC     | Verkehrsgesellschaft Bäderkreis Calw         | Unternehmensverbund   | Zonentarif              |                                               |
| VGF     | Verkehrs-Gemeinschaft Landkreis Freudenstadt | Unternehmensverbund   | Zonentarif              |                                               |
| VHB     | Verkehrsverbund Hegau-Bodensee               | Unternehmensverbund   | Zonentarif              |                                               |
| VPE     | Verkehrsverbund Pforzheim-Enzkreis           | Mischverbund          | Zonentarif              |                                               |
| VRN     | Verkehrsverbund Rhein-Neckar                 | Mischverbund          | Zonentarif (Tarifwaben) | übergreifend nach Hessen und Rheinland-Pfalz  |
| VVS     | Verkehrs- und Tarifverbund Stuttgart         | Mischverbund          | Zonentarif              |                                               |
| WTV     | Waldshuter Tarifverbund                      | Mischverbund          | Zonentarif              |                                               |

## Bayern
In Bayern existieren insgesamt zwölf Verbünde mit SPNV-Integration und 17 ohne SPNV-Integration. Davon sind sechs tariflich in andere Verbünde integriert. Damit ist der Freistaat jedoch nicht vollständig mit Verbünden abgedeckt. Von den 71 Landkreisen und 25 kreisfreien Städten in Bayern gehören folgende Gebiete keinem Verbund an: die Landkreise Berchtesgadener Land, Dillingen (ausgenommen das Gebiet des ehemaligen Landkreises Wertingen), Dingolfing-Landau und Traunstein sowie die kreisfreien Städte Passau und Straubing.
Laut Staatsregierung werden aktuell diverse Verbundraumerweiterungen geprüft, welche unter anderem auf die Integration genannter Landkreise in bestehende Verbünde, sowie die verbesserte SPNV-Integration bestehender Verbünde abzielt. Eine Integrationswelle für den MVV (Bad Tölz-Wolfratshausen, Miesbach, Rosenheim) und VGN (Tirschenreuth, restliche Landkreise in Oberfranken) fand beispielsweise zum Fahrplan- bzw. zum Jahreswechsel 2023/24 statt.
Der auch in Bayern operierende Salzburger Verkehrsverbund (SVV) ist hingegen kein deutscher beziehungsweise bayerischer Verkehrsverbund. Der SVV-Tarif kommt nur bei grenzüberschreitenden Fahrten zwischen dem Landkreis Berchtesgadener Land und dem österreichischen Bundesland Salzburg (beziehungsweise umgekehrt) zur Anwendung. Innerhalb des Landkreises Berchtesgadener Land existiert hingegen weder ein Gemeinschaftstarif noch eine Verkehrsgemeinschaft zur Fahrplan-Koordinierung.
Ähnlich gestaltet sich die Situation mit dem Verkehrsverbund Tirol (VVT) zwischen Scharnitz, Garmisch-Partenkirchen und Ehrwald, sowie seit 2023 zwischen Kufstein, Kiefersfelden und Oberaudorf: VVT-Tickets werden dort auch auf dem deutschen Streckenabschnitt in Nahverkehrszügen anerkannt.

### Bayerische Verbünde mitSPNV-Integration
| Verbund | Name                                          | Trägerschaft          | Tarifmodell             | Anmerkungen                                            |
| ------- | --------------------------------------------- | --------------------- | ----------------------- | ------------------------------------------------------ |
| AVV     | Augsburger Verkehrs- und Tarifverbund         | Aufgabenträgerverbund | Zonentarif              |                                                        |
| bodo    | Bodensee-Oberschwaben Verkehrsverbund         | Mischverbund          | Zonentarif (Tarifwaben) | übergreifend nach Baden-Württemberg                    |
| DING    | Donau-Iller-Nahverkehrsverbund                | Aufgabenträgerverbund | Zonentarif (Tarifwaben) | übergreifend nach Baden-Württemberg                    |
| MVV     | Münchner Verkehrs- und Tarifverbund           | Aufgabenträgerverbund | Zonentarif              |                                                        |
| NVM     | Nahverkehr Mainfranken                        | Aufgabenträgerverbund | Zonentarif (Tarifwaben) |                                                        |
| RVV     | Regensburger Verkehrsverbund                  | Mischverbund          | Zonentarif              |                                                        |
| VAB     | Verkehrsgemeinschaft am Bayerischen Untermain | Unternehmensverbund   | Zonentarif (Tarifwaben) |                                                        |
| VDW     | Verbundtarif DonauWald                        |                       | Zonentarif (Tarifwaben) | SPNV-Integration nur im Bereich des Landkreises Passau |
| VGI     | Verkehrsverbund Großraum Ingolstadt           | Mischverbund          | Zonentarif              |                                                        |
| VGN     | Verkehrsverbund Großraum Nürnberg             | Mischverbund          | Zonentarif              |                                                        |
| VGRI    | Verkehrsgemeinschaft Rottal-Inn               | Unternehmensverbund   | Zonentarif (Tarifwaben) |                                                        |
| VLC     | Verkehrsgemeinschaft Landkreis Cham           | Unternehmensverbund   | Zonentarif              |                                                        |

### Bayerische Verbünde ohneSPNV-Integration
| Verbund | Name                                        | Trägerschaft                         | Tarifmodell             | Anmerkungen                              |
| ------- | ------------------------------------------- | ------------------------------------ | ----------------------- | ---------------------------------------- |
| LAVV    | Landshuter Verkehrsverbund                  | Körperschaft des öffentlichen Rechts | Zonentarif (Tarifwaben) | Ab 01.01.2026 Integration in MVV         |
| mona    | Mona Allgäu                                 |                                      | Zonentarif (Tarifwaben) |                                          |
| OVG     | Ostallgäuer Verkehrsgemeinschaft            |                                      | Kilometertarif          |                                          |
| TON     | Tarif Oberpfalz Nord                        |                                      | Zonentarif (Tarifwaben) |                                          |
| VDR     | Verkehrsgemeinschaft Donau-Ries             |                                      | Zonentarif (Tarifwaben) |                                          |
| VGAÖ    | Verkehrsgemeinschaft Altötting              |                                      | Zonentarif (Tarifwaben) |                                          |
| VG-GAP  | Verkehrsgemeinschaft Garmisch-Partenkirchen |                                      | — 1                     | Ab 01.01.2026 Integration in MVV         |
| VLK     | Verkehrsgemeinschaft Landkreis Kelheim      |                                      | Zonentarif (Tarifwaben) |                                          |
| VLMÜ    | Verkehrsgemeinschaft Landkreis Mühldorf     |                                      | Zonentarif (Tarifwaben) | Ab 01.01.2026 Integration in MVV möglich |
| VSL     | Verkehrsgemeinschaft Straubinger Land       |                                      | Zonentarif (Tarifwaben) |                                          |
| VVM     | Verkehrsverbund Mittelschwaben              |                                      | Zonentarif              |                                          |

### Bayerische Landkreise ohne Verbünde
- Landkreis Berchtesgadener Land
- Landkreis Dillingen (ausgenommen das Gebiet, das früher zum ehemaligen Landkreis Wertingen gehörte)
- Landkreis Dingolfing-Landau
- Landkreis Traunstein
- Stadt Passau
- Stadt Straubing

## Berlin und Brandenburg
Die Länder Berlin und Brandenburg sind komplett durch den folgenden Verkehrsverbund abgedeckt, verbundfreie Gebiete gibt es nicht.
| Verbund | Name                               | Trägerschaft          | Tarifmodell | Anmerkungen                      |
| ------- | ---------------------------------- | --------------------- | ----------- | -------------------------------- |
| VBB     | Verkehrsverbund Berlin-Brandenburg | Aufgabenträgerverbund | Zonentarif  | gültig in Berlin und Brandenburg |

## Bremen
Die Freie Hansestadt Bremen (inklusive der dazugehörigen Stadt Bremerhaven) ist komplett durch den folgenden Verkehrsverbund abgedeckt, verbundfreie Gebiete gibt es in Bremen und Bremerhaven nicht.
| Verbund | Name                                 | Trägerschaft        | Tarifmodell | Anmerkungen                     |
| ------- | ------------------------------------ | ------------------- | ----------- | ------------------------------- |
| VBN     | Verkehrsverbund Bremen/Niedersachsen | Unternehmensverbund | Zonentarif  | übergreifend nach Niedersachsen |

## Hamburg
Das Land Hamburg ist vollständig durch den HVV abgedeckt. Zusätzlich liegt das gesamte Stadtgebiet auch im Verbundgebiet des NAH.SH, dessen Tarif aber nur bei Fahrten gilt, die in das Gebiet jener Schleswig-Holsteinischen Kreise führen, die nicht im HVV liegen.
Zusätzlich liegt das gesamte Stadtgebiet seit 9. Juni 2013 auch im Verbundgebiet des Niedersachsentarifs
| Verbund | Name                                  | Trägerschaft | Tarifmodell          | Anmerkungen                                             |
| ------- | ------------------------------------- | ------------ | -------------------- | ------------------------------------------------------- |
| HVV     | Hamburger Verkehrsverbund             |              | Zonen- und Ringtarif | übergreifend nach Niedersachsen und Schleswig-Holstein  |
| NAH.SH  | Nahverkehrsverbund Schleswig-Holstein |              | Zonentarif           | Findet bei Fahrten im HVV-Binnenverkehr keine Anwendung |

## Hessen
Das Land Hessen ist komplett durch die folgenden drei Verkehrsverbünde abgedeckt, verbundfreie Gebiete gibt es in Hessen nicht.
| Verbund | Name                           | Trägerschaft          | Tarifmodell             | Anmerkungen                                                                                   |
| ------- | ------------------------------ | --------------------- | ----------------------- | --------------------------------------------------------------------------------------------- |
| NVV     | Nordhessischer Verkehrsverbund | Aufgabenträgerverbund | Zonentarif              |                                                                                               |
| RMV     | Rhein-Main-Verkehrsverbund     | Aufgabenträgerverbund | Zonentarif              | übergreifend nach Rheinland-Pfalz (Mainz)                                                     |
| VRN     | Verkehrsverbund Rhein-Neckar   | Mischverbund          | Zonentarif (Tarifwaben) | übergreifend nach Baden-Württemberg und Rheinland-Pfalz (Landkreis Bergstraße gehört zum VRN) |

## Mecklenburg-Vorpommern
In Mecklenburg-Vorpommern gibt es mit dem Verkehrsverbund Warnow nur einen einzigen Verkehrsverbund. Er umfasst das Gebiet der Stadt Rostock und den Landkreis Rostock.
| Verbund | Name                   | Trägerschaft        | Tarifmodell | Anmerkungen          |
| ------- | ---------------------- | ------------------- | ----------- | -------------------- |
| VVW     | Verkehrsverbund Warnow | Unternehmensverbund | Zonentarif  | mit SPNV-Integration |

In Westmecklenburg gab es den zum 1. Januar 2010 eingeführten und zum 31. Dezember 2013 wieder aufgelösten WestMecklenburgTarif (WMT). Dieser fungierte als Dachtarif mit SPNV-Integration, der Tarif der Verkehrsgemeinschaft Westmecklenburg (ohne SPNV-Integration) bestand parallel dazu weiterhin. Ab 2025 soll in dieser Region (Landkreis Nordwestmecklenburg, Stadt Schwerin, Landkreis Ludwigslust-Parchim) der Verkehrsverbund Westmecklenburg eingeführt werden.
Im Landkreis Mecklenburgische Seenplatte besteht des Weiteren der Gemeinschaftstarif Mecklenburgische Seenplatte zwischen dem Busunternehmen MVVG und der Hanseatischen Eisenbahn, welche Bahnverkehr zwischen Neustrelitz und Mirow anbietet. Im Landkreis Vorpommern-Greifswald existiert die Kooperationsgemeinschaft Vorpommern mit einem gemeinsamen Tarif mehrerer Busunternehmen sowie für die Züge der Usedomer Bäderbahn.

## Niedersachsen
Übersicht: Das Land Niedersachsen ist fast komplett durch Verkehrsverbünde mit oder ohne SPNV-Integration abgedeckt. Lediglich der Landkreis Celle ist keinem Verkehrsverbund zugehörig.
Zuletzt führte Hildesheim im Dezember 2019 einen Tarifverbund ein. Niedersachsen hat am 9. Juni 2013 einen Landestarif für den SPNV eingeführt, der den DB-Nahverkehrstarif ersetzt (Niedersachsentarif).

### Niedersächsische Verbünde mitSPNV-Integration
| Verbund | Name                                 | Trägerschaft          | Tarifmodell          | Anmerkungen                                      |
| ------- | ------------------------------------ | --------------------- | -------------------- | ------------------------------------------------ |
| GVH     | Großraum-Verkehr Hannover            | Mischverbund          | Zonentarif           |                                                  |
| HVV     | Hamburger Verkehrsverbund            | Aufgabenträgerverbund | Zonen- und Ringtarif | übergreifend nach Hamburg und Schleswig-Holstein |
| VBN     | Verkehrsverbund Bremen/Niedersachsen | Unternehmensverbund   | Zonentarif           | übergreifend nach Bremen                         |
| VRB     | Verkehrsverbund Region Braunschweig  | Mischverbund          | Zonentarif           |                                                  |
| VSN     | Verkehrsverbund Süd-Niedersachsen    | Unternehmensverbund   | Relationstarif       |                                                  |

### Niedersächsische Verbünde ohneSPNV-Integration
| Verbund   | Name                                       | Trägerschaft          | Tarifmodell       | Anmerkungen                                                    |
| --------- | ------------------------------------------ | --------------------- | ----------------- | -------------------------------------------------------------- |
| bvE       | Busverkehr Emsland-Mitte/Nord              |                       | Kilometertarif 1  |                                                                |
| die Öffis | Nahverkehr Hameln-Pyrmont                  |                       | Zonentarif        |                                                                |
| ROSA      | ROSA Tarifverbund                          | Aufgabenträgerverbund | Wabentarif        | SPNV-Integration auf der RB 79 (Lammetalbahn).                 |
| ROW-Tarif | ROW-Tarif                                  |                       | Zonentarif        | Landkreis Rotenburg (Wümme), Übergangstarif zu VBN und zum HVV |
| VEJ       | Verkehrsverbund Ems-Jade                   |                       | Kilometertarif 1  |                                                                |
| VGB       | Verkehrsgemeinschaft Grafschaft Bentheim   |                       | Kilometertarif 1  |                                                                |
| VGC       | Verkehrsgemeinschaft Landkreis Cloppenburg |                       | Kilometertarif 1  |                                                                |
| VGE       | Verkehrsgemeinschaft Emsland-Süd           |                       | Kilometertarif 1  |                                                                |
| VGV       | Verkehrsgemeinschaft Landkreis Vechta      |                       | Zonentarif        |                                                                |
| VH        | Verkehrsgemeinschaft Heidekreis            |                       | Kilometertarif    |                                                                |
| VLN       | Verkehrsgesellschaft Landkreis Nienburg    |                       | Zonentarif        |                                                                |
| VLS       | Verkehrsgemeinschaft Landkreis Schaumburg  |                       | Zonentarif        |                                                                |
| VNN       | Verkehrsgemeinschaft Nordost-Niedersachsen |                       | Teilstreckentarif |                                                                |
| VOS       | Verkehrsgemeinschaft Osnabrück             |                       | Zonentarif        | 2                                                              |
|           | Wendlandtarif                              |                       | Kilometertarif    |                                                                |

## Nordrhein-Westfalen
Das Land Nordrhein-Westfalen ist komplett durch die folgenden vier Tarifverbünde bzw. Kooperationsräume abgedeckt, verbundfreie Gebiete gibt es in Nordrhein-Westfalen nicht. Für verbundübergreifende Fahrten gilt in Nordrhein-Westfalen der NRW-Tarif, welcher jedoch kein Verkehrsverbund, sondern ein übergeordneter Dachtarif ist.
| Verbund | Name                       | Trägerschaft          | Tarifmodell             | Anmerkungen                                                                            |
| ------- | -------------------------- | --------------------- | ----------------------- | -------------------------------------------------------------------------------------- |
| AVV     | Aachener Verkehrsverbund   | Aufgabenträgerverbund | Zonentarif              | Zweckverband (Aufgabenträger) für SPNV ist go.Rheinland                                |
| VRR     | Verkehrsverbund Rhein-Ruhr | Aufgabenträgerverbund | Zonentarif (Tarifwaben) |                                                                                        |
| VRS     | Verkehrsverbund Rhein-Sieg | Aufgabenträgerverbund | Zonentarif              | Zweckverband (Aufgabenträger) für SPNV ist go.Rheinland                                |
| WT      | Westfalentarif             | Aufgabenträgerverbund | Zonentarif              | Zweckverband (Aufgabenträger) für SPNV ist der Zweckverband Nahverkehr Westfalen-Lippe |

Die Verkehrsgemeinschaft Niederrhein fusionierte am 1. Januar 2012 mit dem Verkehrsverbund Rhein-Ruhr.
Der Westfalentarif ersetzte am 1. August 2017 die Verkehrsgemeinschaft Ruhr-Lippe (Ruhr-Lippe-Tarif), die Verkehrsgemeinschaft Münsterland (Münsterland-Tarif), die Verkehrsgemeinschaft Westfalen-Süd, den Nahverkehrsverbund Paderborn-Höxter (Hochstift-Tarif) und die OWL Verkehr GmbH (der Sechser).

## Rheinland-Pfalz
Das Land Rheinland-Pfalz ist komplett durch Verkehrsverbünde abgedeckt, verbundfreie Gebiete gibt es in Rheinland-Pfalz nicht.
| Verbund | Name                          | Trägerschaft          | Tarifmodell             | Anmerkungen                                    |
| ------- | ----------------------------- | --------------------- | ----------------------- | ---------------------------------------------- |
| KVV     | Karlsruher Verkehrsverbund    |                       | Zonentarif (Tarifwaben) | übergreifend nach Baden-Württemberg            |
| RMV     | Rhein-Main-Verkehrsverbund    |                       | Zonentarif              | übergreifend aus Hessen                        |
| RNN     | Rhein-Nahe-Nahverkehrsverbund | Aufgabenträgerverbund | Zonentarif (Tarifwaben) |                                                |
| VRM     | Verkehrsverbund Rhein-Mosel   | Aufgabenträgerverbund | Zonentarif (Tarifwaben) |                                                |
| VRN     | Verkehrsverbund Rhein-Neckar  |                       | Zonentarif (Tarifwaben) | übergreifend nach Baden-Württemberg und Hessen |
| VRT     | Verkehrsverbund Region Trier  | Aufgabenträgerverbund | Zonentarif              |                                                |

## Saarland
Das Saarland ist komplett durch den folgenden Verkehrsverbund abgedeckt, verbundfreie Gebiete gibt es im Saarland nicht.
| Verbund | Name                           | Trägerschaft        | Tarifmodell             | Anmerkungen                               |
| ------- | ------------------------------ | ------------------- | ----------------------- | ----------------------------------------- |
| saarVV  | Saarländischer Verkehrsverbund | Unternehmensverbund | Zonentarif (Tarifwaben) | Übergreifend nach Lothringen (Frankreich) |

## Sachsen
Das Land Sachsen ist komplett durch die folgenden fünf Verkehrsverbünde abgedeckt, verbundfreie Gebiete gibt es in Sachsen nicht.
| Verbund | Name                                        | Trägerschaft | Tarifmodell             | Anmerkungen                                    |
| ------- | ------------------------------------------- | ------------ | ----------------------- | ---------------------------------------------- |
| MDV     | Mitteldeutscher Verkehrsverbund             |              | Zonentarif              | übergreifend nach Sachsen-Anhalt und Thüringen |
| VMS     | Verkehrsverbund Mittelsachsen               |              | Zonentarif              |                                                |
| VVO     | Verkehrsverbund Oberelbe                    |              | Zonentarif              |                                                |
| VVV     | Verkehrsverbund Vogtland                    |              | Zonentarif (Tarifwaben) |                                                |
| ZVON    | Verkehrsverbund Oberlausitz-Niederschlesien |              | Tarifkanten             |                                                |

## Sachsen-Anhalt
In Sachsen-Anhalt gibt es mit dem Altmarkkreis Salzwedel und dem Landkreis Stendal im Norden sowie dem Landkreis Mansfeld-Südharz im Süden 3 verbundfreie Gebiete. Außerdem gehören die Landkreise Anhalt-Bitterfeld, Wittenberg sowie die Stadt Dessau-Roßlau zwar zum MDV, hier ist jedoch nur der SPNV integriert.

### Sachsen-Anhaltische Verbünde mitSPNV-Integration
| Verbund | Name                                | Trägerschaft        | Tarifmodell | Anmerkungen                             |
| ------- | ----------------------------------- | ------------------- | ----------- | --------------------------------------- |
| marego  | Magdeburger Regionalverkehrsverbund | Unternehmensverbund | Zonentarif  |                                         |
| MDV     | Mitteldeutscher Verkehrsverbund     | Mischverbund        | Zonentarif  | übergreifend nach Sachsen und Thüringen |

### Sachsen-Anhaltische Verbünde ohneSPNV-Integration
| Verbund | Name                                    | Trägerschaft        | Tarifmodell | Anmerkungen |
| ------- | --------------------------------------- | ------------------- | ----------- | ----------- |
| VTO     | Verkehrs- und Tarifgemeinschaft Ostharz | Unternehmensverbund | Zonentarif  |             |

## Schleswig-Holstein
Für Fahrten innerhalb der Gebiete Schleswig-Holsteins, Hamburgs sowie der niedersächsischen Orte in den HVV-Ringen A+B gilt der SH-Tarif des NAH.SH. Der Südteil Schleswig-Holsteins (Kreise Steinburg, Pinneberg, Segeberg, Stormarn und Herzogtum Lauenburg) gehört daneben vollständig integriert zum Gebiet des Hamburger Verkehrsverbundes (HVV). Für Fahrten, die vollständig innerhalb des HVV-Gebietes stattfinden, gilt statt des NAH.SH-Tarifs allein der oftmals günstigere HVV-Tarif.
| Verbund | Name                                              | Trägerschaft          | Tarifmodell          | Anmerkungen                                                                                     |
| ------- | ------------------------------------------------- | --------------------- | -------------------- | ----------------------------------------------------------------------------------------------- |
| HVV     | Hamburger Verkehrsverbund                         | Aufgabenträgerverbund | Zonen- und Ringtarif | deckt nicht das gesamte Landesgebiet ab, gilt übergreifend in Hamburg und Teilen Niedersachsens |
| NAH.SH  | NAH.SH Nahverkehrsverbund Schleswig-Holstein GmbH | Aufgabenträgerverbund | Zonentarif           | Gilt nicht bei Fahrten, die vollständig im HVV stattfinden                                      |

## Thüringen
In Thüringen gibt es in den Landkreisen Nordhausen und Eichsfeld verbundfreie Gebiete. Alle anderen Gebiete sind durch Verkehrsverbünde und Verkehrsgemeinschaften abgedeckt.

### Thüringische Verbünde mitSPNV-Integration
| Verbund | Name                            | Trägerschaft        | Tarifmodell | Anmerkungen                                  |
| ------- | ------------------------------- | ------------------- | ----------- | -------------------------------------------- |
| MDV     | Mitteldeutscher Verkehrsverbund | Mischverbund        | Zonentarif  | übergreifend nach Sachsen und Sachsen-Anhalt |
| VMT     | Verkehrsverbund Mittelthüringen | Unternehmensverbund | Zonentarif  |                                              |

### Thüringische Verbünde ohneSPNV-Integration
| Verbund | Name                                       | Trägerschaft        | Tarifmodell                                    | Anmerkungen |
| ------- | ------------------------------------------ | ------------------- | ---------------------------------------------- | ----------- |
| BBT     | Bus & Bahn Thüringen                       | Unternehmensverbund | – 1                                            |             |
| VGLG    | Verkehrsgemeinschaft des Landkreises Greiz | Unternehmensverbund | Zonentarif                                     |             |
| VGW     | Verkehrsgemeinschaft Wartburgregion (VGW)  | Mischverbund        | Kilometertarif (Region) und Zonentarif (Stadt) |             |

## Ehemalige und integrierte Verkehrsverbünde

### Nicht mehr existierende Verbünde
- ABW Anhalt-Bitterfeld-Wittenberg-Tarif (zum 14. Dezember 2019 durch Teilerweiterung des MDV weggefallen)
- BNV Biberacher Nahverkehrsverbund (zum 1. Januar 2003 in den DING integriert)
- DDV Darmstadt-Dieburger Verkehrsverbund (zum 28. Mai 1995 tariflich in den RMV integriert, heute DADINA Darmstadt-Dieburger Nahverkehrsorganisation)
- Fahrbus Ostalb (zum 9. Juli 2015 tariflich in OstalbMobil integriert, zum 18. Dezember 2019 mit OstalbMobil verschmolzen)
- Filsland Mobilitätsverbund (zum 1. Januar 2021 in den VVS integriert)
- FVV Frankfurter Verkehrsverbund (zum 28. Mai 1995 durch den RMV abgelöst)
- HOT Hochfrankentarif (zum 1. Januar 2024 in den VGN integriert)
- Kim Kissingen mobil (zum 1. Januar 2025 durch den NVM abgelöst)
- KiNG Kitzinger Nahverkehrsgemeinschaft (zum 1. Februar 2009 in den VVM integriert)
- KomBus (zum 1. Juli 2013 durch Fusion der beteiligten Verkehrsunternehmen zur KomBus GmbH weggefallen)
- LTV Ludwigsluster Tarifverbund (zum 1. Januar 2010 durch den WestMecklenburgTarif abgelöst)
- LVG Landsberger Verkehrsgemeinschaft (zum 1. Januar 2025 in den MVV integriert)
- NWB Neuer Wittenberger Busverkehr (nach Neuvergabe aufgelöst)
- RoVG Rosenheimer Verkehrsgesellschaft (zum 10. Dezember 2023 tariflich in den MVV integriert, zum 1. Januar 2025 aufgelöst)
- TBU Tarif Berlin und Umland (durch den VBB abgelöst am 1. April 1999)
- TGL Tarifgemeinschaft Lübeck (zum 1. August 2011 durch den Schleswig-Holstein-Tarif abgelöst)
- TVG Tarif- und Verkehrsgemeinschaft Gotha (zum 12. Dezember 2010 durch den VMT abgelöst)
- TUTicket Verkehrsverbund Tuttlingen (zum 1. Januar 2023 durch den move-Verbund abgelöst)
- VBL Verbund Bergisches Land (1987 in den VRS integriert)
- VGA Verkehrsgemeinschaft Aalen (zum 9. Juli 2015 tariflich in OstalbMobil integriert)
- VGA Verkehrsgemeinschaft Altmühltal (zum 1. September 2018 in den VGI integriert)
- VGB Verkehrsgemeinschaft Bamberg (zum 1. Januar 2010 in den VGN integriert)
- VGC Verkehrsgemeinschaft Coburg (zum 1. Januar 2024 in den VGN integriert)
- VGH Verkehrsgemeinschaft Haßberge (zum 1. Januar 2018 in den VGN integriert)
- VGMT Verkehrsgemeinschaft Mittelthüringen (zum 1. April 2006 durch den VMT abgelöst)
- VGN Verkehrsgemeinschaft Niederrhein (zum 1. Januar 2012 in den VRR integriert)
- VGN Verkehrsgemeinschaft Nordvorpommern (zum 4. Juni 2014 durch Fusion mehrerer Verkehrsunternehmen zur Verkehrsgesellschaft Vorpommern-Rügen (VVR) weggefallen)
- VGND Verkehrsgemeinschaft Neuburg-Schrobenhausen (zum 1. September 2018 in den VGI integriert)
- VGS Verkehrsverbundgesellschaft Saar (zum 1. August 2005 abgelöst durch den saarVV, trägt die Verkehrsmanagementgesellschaft Saar mbH dessen Abkürzung)
- VGS Verkehrsgemeinschaft Stauferkreis (zum 1. Januar 2011 durch den Filsland Mobilitätsverbund abgelöst)
- VGSF Verkehrsgemeinschaft Schleswig-Flensburg (zum 1. August 2022 durch den Schleswig-Holstein-Tarif abgelöst)
- VGW (alt) Verkehrsgesellschaft Wartburgkreis (zum 1. Juni 2019 durch VGW (neu) Verkehrsgemeinschaft Wartburgregion abgelöst)
- ViP Verkehrsgemeinschaft in Pinneberg (in den HVV integriert)
- VKK Verkehrskooperation Kulmbach (zum 1. Januar 2024 in den VGN integriert)
- VLA Verkehrsgemeinschaft Landkreis Aurich (zum 1. Januar 2006 durch den VEJ abgelöst)
- VLD Verkehrsgemeinschaft Landkreis Deggendorf (zum 1. September 2021 durch den VDW abgelöst)
- VLP Verkehrsgemeinschaft Landkreis Passau (zum 1. September 2021 durch den VDW abgelöst)
- VMO Verkehrsgemeinschaft Müritz-Oderhaff (zum 31. Dezember 2013 aufgelöst)
- VRG Verkehrsgemeinschaft Rhön-Grabfeld (zum 1. Januar 2025 durch den NVM abgelöst)
- VSB Verkehrsverbund Schwarzwald-Baar (zum 1. Januar 2023 durch den move-Verbund abgelöst)
- VSW Verkehrsgemeinschaft Schweinfurt (zum 1. Januar 2025 durch den NVM abgelöst)
- VTG Verkehrs- und Tarifgemeinschaft Halle (zum 1. August 2001 durch den MDV abgelöst)
- VTS Verkehrs- und Tarifgemeinschaft Steinburg (zum 1. Januar 2022 in den HVV integriert)
- VVG Verkehrsverbund Gießen (zum 28. Mai 1995 tariflich in den RMV integriert)
- VVM Verkehrsverbund Mainfranken (zum 1. Januar 2025 durch den NVM abgelöst)
- VVR Verkehrsverbund Rottweil (zum 1. Januar 2023 durch den move-Verbund abgelöst)
- WMT WestMecklenburgTarif (zum 31. Dezember 2013 aufgelöst)
- WTV Würzburger Tarifverbund (zum 1. August 2004 durch den VVM abgelöst)
- WVV Westpfalz-Verkehrsverbund (zum 1. Juni 2006 in den VRN integriert)
- ZÖLS Zweckverband ÖPNV Lausitz-Spreewald (zum 1. August 2002 in den VBB integriert)

### Existierende, in einen anderen Verbund tariflich integrierte Verbünde
Nicht enthalten sind hier die in Hessen bestehenden Lokalen Nahverkehrsorganisationen, die bestimmte Aufgaben der übergeordneten Verkehrsverbünde als Kooperationspartner übernehmen.
- Marketingkooperation Bus Thüringen e. V. und Interessenverband Regionaler Personenverkehr Südthüringen e. V. (IVRPV) verschmolzen zu Bus & Bahn Thüringen e. V.
- NOV Neckar-Odenwald Verkehrsverbund (zum 1. April 1996 tariflich in den VRN integriert)
- NWN Nahverkehrsgemeinschaft Weiden-Neustadt an der Waldnaab (zum 1. Januar 2011 tariflich in den TON integriert)
- VAS Verkehrsgemeinschaft Amberg-Sulzbach (zum 1. Januar 2011 tariflich in den TON, heute auch in den VGN integriert)
- VGB Verkehrsgemeinschaft Bayreuth – Hof (Integration von Bayreuth Stadt und Land in den VGN zum 1. Januar 2010, zum 1. Januar 2024 komplett in den VGN integriert)
- VGF Verkehrsgemeinschaft Fichtelgebirge (zum 1. Januar 2024 tariflich in den VGN integriert)
- VGMT Verkehrsgemeinschaft Main-Tauber (zum 1. April 2003 tariflich in den VRN integriert)
- VGOA Verkehrsgemeinschaft Oberallgäu (tariflich in Mona Allgäu integriert)
- VGT Verkehrsgemeinschaft Tirschenreuth (zum 1. Januar 2011 tariflich in den TON, seit dem 1. Januar 2024 auch in den VGN integriert)
- VMW Verkehrsverbund Mainz-Wiesbaden (zum 28. Mai 1995 tariflich in den RMV integriert)
- VOW Verkehrsgemeinschaft Ostwestfalen-Lippe (zum 28. Mai 2000 in den Tarifverbund „Der Sechser“ OWL Verkehr GmbH integriert)
- VRK Verkehrsverbund Region Kiel (in den Schleswig-Holstein-Tarif integriert)